# 日本調剤
日本調剤株式会社（にほんちょうざい、英: NIHON CHOUZAI Co.,Ltd.）は、東京都港区に本社を置く保険調剤薬局チェーン企業。東京証券取引所プライム市場上場企業。

## 概要
調剤薬局チェーン大手。全都道府県に調剤薬局を出店、処方せんでの調剤を行う調剤薬局専業である。約6割が大病院門前を中心とする門前薬局タイプ、残りが地域密着型面薬局、医療モール型薬局、病院敷地内薬局のタイプ。グループ理念として「すべての人の『生きる』に向き合う」を掲げる。
同社監修のJPラーニングは全国どこにいても薬剤師の知識・技能を修得できるeラーニングシステムで、同社以外の薬剤師も利用している。より多くの薬剤師に学術発表の機会を提供することを目的として2016年より全国規模での社内学術大会を開催。2019年4月より専門薬剤師資格取得に対し手当を支給するなど、薬剤師教育に熱心な企業といわれる。
また、社内システムを自社開発するなどITの活用にも積極的で、2014年10月にはスマートフォンアプリの「お薬手帳プラス」をリリースした。本アプリは服薬情報の管理に加え、飲み忘れ防止機能、処方せん送信機能、家族の服薬情報一元管理、つながる（薬局とのコミュニケーション機能）などユーザーの健康管理をサポートする機能を備える。アプリ会員数は2022年2月には100万人を突破、2024年8月に200万人を突破し、さらに増加している。2018年8月にオンライン服薬指導の事業を認可され、2020年9月にはオンライン服薬指導を行うシステム「日本調剤オンライン薬局サービス NiCOMS」を自社開発し、全国の同社店舗で運用している。
2024年9月、「長期ビジョン2035」を発表。財務目標としては、資本収益性と成長性の指標を掲げる。資本収益性の指標として、2035年度にROE15%、ROIC15%を目指すとしている。成長性の指標としては、売上高年平均成長率10%以上、EBITDA年平均成長率10%以上を目指している。連結営業利益としては2035年に400億から500億円の目標を掲げる。
サステナビリティ経営を推進しており、持続可能な社会への貢献と継続的な企業価値向上を目指している。経営の重要課題である気候変動への対応やサーキュラ―エコノミーへの寄与など、環境分野への取り組みを進めている。さらに、人的資本経営やコーポレートガバナンスの強化に取り組んでいる。
調剤薬局事業のほかに、ジェネリック医薬品（後発医薬品）の供給にも進出している。2005年に子会社「日本ジェネリック株式会社」を設立。ジェネリック医薬品使用率は2024年3月において平均89.3％に達している。その他のグループ企業として、業界初の調剤薬局が母体となった薬剤師専門人材会社としてメディカルリソース、医療関連情報提供・コンサルティング業務を手がける日本医薬総合研究所がある。

## 沿革
- 1980年（昭和55年）
  - 3月 - 調剤薬局の経営を目的として、北海道札幌市に日本調剤株式会社を設立。
  - 4月 - 第1号店として、札幌市中央区に日本調剤山鼻調剤薬局を開局。
- 1987年（昭和57年）8月 - 東京支店開設。
- 1993年（平成5年）10月 - 横浜支店開設。
- 1994年（平成6年）
  - 1月 - 東北支店開設。
  - 1月 - 子会社として宮城日本調剤株式会社（現・メディカルリソース）を設立。
- 1995年（平成7年）4月 - 本社を東京都に移転。札幌支店、九州支店開設。
- 2000年（平成12年）
  - 3月 - 宮城日本調剤の商号、目的を変更し、日本調剤ファルマスタッフ株式会社を開業。
  - 10月 - 大阪支店開設。
- 2001年（平成13年）4月 - 名古屋支店、広島支店開設。
- 2004年（平成16年）
  - 日本ケミファと提携。
  - 9月 - 東京証券取引所2部上場。
- 2005年（平成17年）1月 - 子会社として日本ジェネリック株式会社を設立。
- 2006年（平成18年） 
  - 9月 - 東京証券取引所1部に上場。
  - 10月 - 子会社として株式会社メディカルリソースを設立。
- 2007年（平成19年）11月 - 本社をグラントウキョウノースタワーへ移転。
- 2008年（平成20年）7月 - 日本調剤ファルマスタッフにメディカルリソースを統合、株式会社メディカルリソースに商号変更。
- 2010年（平成22年）
  - 日本ケミファとの提携を解消[6]。
  - 6月 - 薬局店舗数が300店舗突破[7]。
- 2011年（平成23年）3月 - 国内全都道府県での出店を達成。
- 2012年（平成24年）
  - 1月 - 薬局店舗数が400店舗を突破。
  - 1月 - 子会社として株式会社日本医薬総合研究所を設立。

- 2013年（平成25年）
  - 東京国税局から、約21億円の申告漏れを指摘され、修正申告を行う[8]。
  - 4月 - 長生堂製薬株式会社の株式を取得し、子会社化。
  - 7月 - 「IT Japan Award2013特別賞」を受賞。
- 2014年（平成26年）
  - 電子お薬手帳「お薬手帳プラス」運用開始[9]。
  - 10月 - 薬局店舗数が500店舗突破。
- 2015年（平成27年）11月 - 神奈川県未病事業に参加[10]。
- 2016年（平成28年）
  - 2月 - 「リクナビNEXT」主催「グッド・アクション」現場活性化部門を受賞[11]。
  - 8月 - 横須賀市ジェネリック医薬品推奨薬局に選定[12]。
  - 8月 - 月間平均残業時間30時間以下企業で株価上昇率が高い企業ランキングで第1位[13]。
  - 10月 - 水野薬局（日本初の調剤薬局水野薬局）を子会社化。[14][15]
- 2017年（平成29年）
  - 2月 - 第一生命グループと業務提携。
  - 5月 - 第一生命グループと日本調剤、共同店舗の営業開始
- 2018年（平成30年）
  - 1月 - 薬剤師の育成を目指し専門性を評価・推進する新制度「薬剤師ステージ制度“JP-STAR”」を構築
  - 2月 - 倉敷中央病院内にセルフメディケーションを推進するヘルスケアショップ「NICHO＋くらしき」をオープン
  - 7月 - 調剤薬局業界で初めて「DBJ 健康経営（ヘルスマネジメント）格付」取得
  - 12月 - 「Forbes JAPAN WOMEN AWARD 2018」企業部門（1,000人以上の部）で第10位に入賞[16]
- 2019年（令和1年）
  - 6月 - 代表取締役社長交代 三津原庸介社長就任
- 2020年（令和2年）
  - 3月 - 創業40周年
- 2022年（令和4年）
  - 4月 - 日本調剤グループ理念制定 日本調剤株式会社、東京証券取引所プライム市場に移行
- 2024年（令和6年）
  - 5月 - 代表取締役社長交代 笠井直人社長就任
  - 9月 - 長期ビジョン2035発表
- 2025年（令和7年）
  - 7月 - 株式を非上場化することを前提に株式会社AP86（アドバンテッジ パートナーズがサービスを提供するファンドとLYFE Capital Investment Management Ltdの関連ファンドが出資）が株式公開買付け（TOB）により全株式を取得することを発表[17]。

## 事案
- 2021年（令和3年）10月、同社の連結子会社・長生堂製薬（本社・徳島県）は、同年春に医薬品の経年劣化に関する検査で不正が発覚し、徳島県が立入検査を実施した結果、10月11日付で業務停止と業務改善の命令を出されたと発表した。県による一連の調査で10年以上も前から手順書とは異なる順番で薬を製造していたことも明らかになり、県は厳しい行政処分を下した[18]。10月14日、日本ジェネリック製薬協会は会員会社である長生堂製薬株式会社に対し、正会員の資格停止（5年間）の措置を決定したと発表[19]。10月21日、日本調剤は長生堂製薬の全株式を、同じく連結子会社である日本ジェネリックに譲渡し、長生堂を日本ジェネリックの完全子会社にすると発表した[20]。

## 関連会社
- 株式会社メディカルリソース - 薬剤師、医師、看護師、コメディカル、登録販売者向け人材サービスや、高齢者向け施設関連事業。
- 日本ジェネリック株式会社 - 後発医薬品製造・販売メーカー。
- 長生堂製薬株式会社 - 後発医薬品製造メーカー。販売は、日本ジェネリックが担当。
- 株式会社日本医薬総合研究所 - 医療関連情報提供・コンサルティング業務。